# 鈴木強
鈴木 強（すずき つよし、1914年2月12日 - 1995年9月5日）は、日本の政治家。衆議院議員（3期）、参議院議員（3期）。

## 経歴
山梨県出身。1939年逓信官吏練習所無線科卒。卒業後は逓信省に入る。のち電気通信省事務官、日本電信電話公社社員、全電通書記長、同委員長を務め、1956年の第4回参議院議員通常選挙で全国区から日本社会党公認で立候補して初当選、連続3期務める。1974年の第10回参議院議員通常選挙では山梨県から立候補したが落選。翌1975年の山梨県知事選挙で革新系候補として立候補したが落選。1976年の第34回衆議院議員総選挙で山梨全県区から立候補して当選し、3期務めた。1986年に引退。同年秋の叙勲で勲一等瑞宝章受章。1995年9月5日死去、81歳。死没日をもって従三位に叙される。
新東京国際空港（現成田国際空港）の一坪共有地の名義人の1人であった。